# Rochefort (Charente Marítimo)

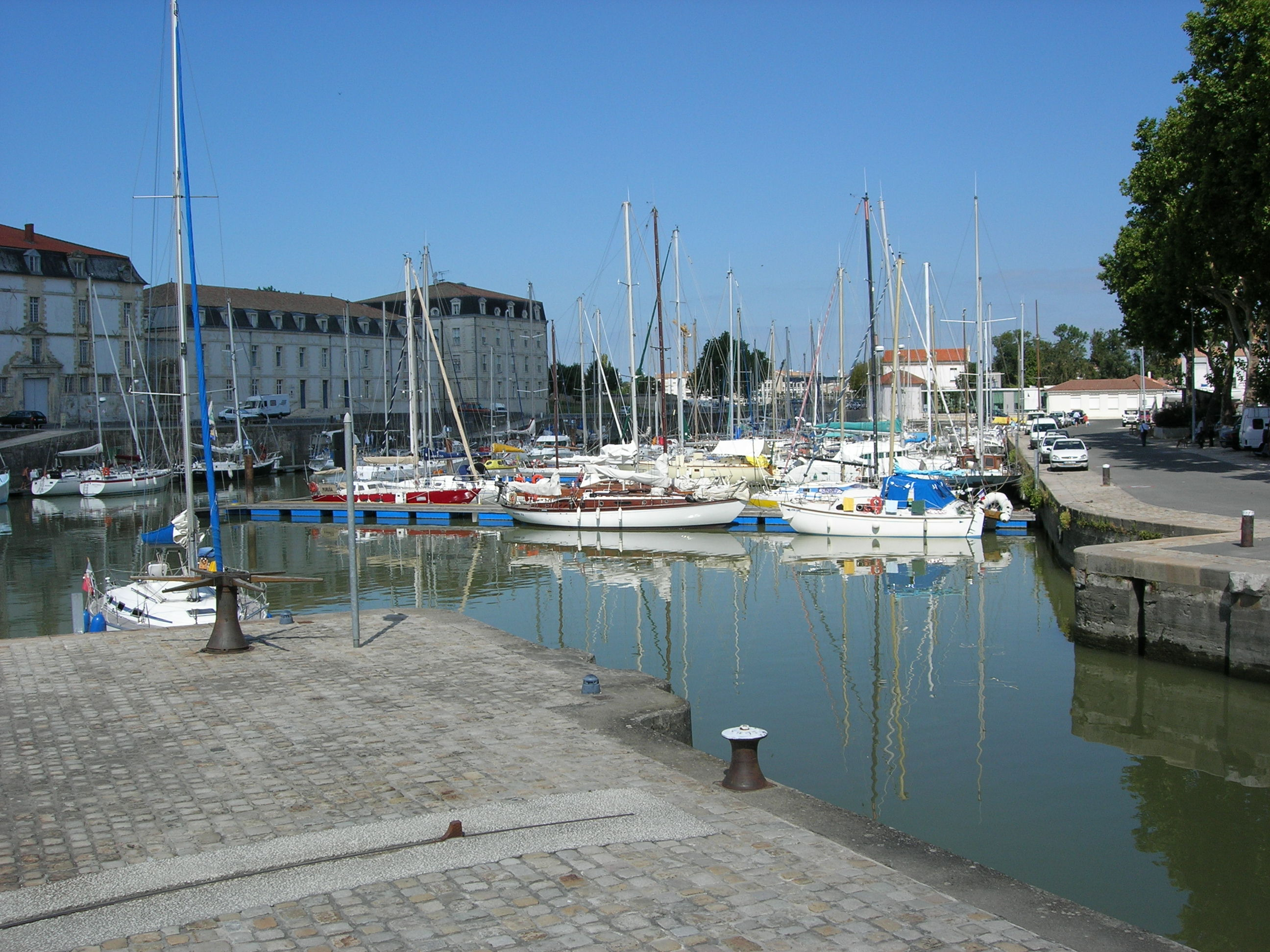
Puerto de Rochefort

Rochefort es una comuna francesa situada en el departamento de Charente Marítimo, en la región de Nueva Aquitania. Tiene una población estimada, a inicios de 2020, de 23 410 habitantes.
Es también una de las cuatro subprefecturas del departamento de Charente Marítimo.
Desde el siglo XIX se utiliza a veces el nombre de Rochefort-sur-Mer, aunque nunca ha tenido validez oficial.
Es una "ciudad nueva" del siglo XVII, que debe su fundación a la construcción, en 1666, bajo el reinado de Luis XIV, de un importante arsenal y astilleros de la Armada francesa. De este prestigioso pasado, Rochefort ha heredado un patrimonio urbano que le ha valido el estatus de "ciudad de arte e historia".

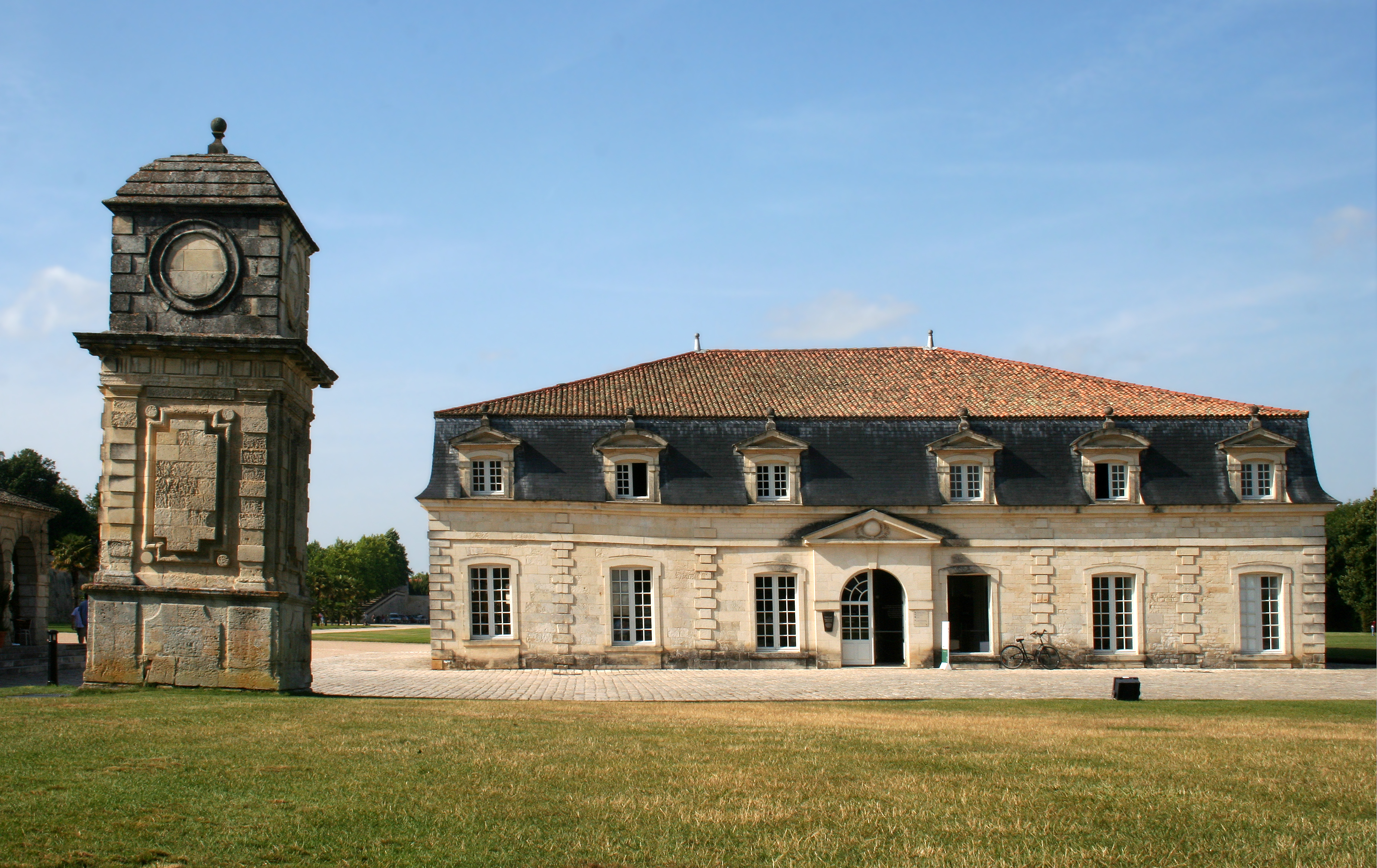
Corderie Royale, monumento histórico de Francia

## Historia

### Antes de 1666
En el siglo XI en el lugar existía un castillo llamado Roccafortis, que dominaba el río Charente en el corazón de una región pantanosa.
Durante las guerras de religión, los dos bandos se disputaron el castillo por su posición estratégica sobre el río, entre La Rochelle, feudo hugonote, y Brouage, plaza militar real y por tanto católica. A partir de 1560, el castillo fue dominado alternativamente por ambos partes, hasta que pasó a formar parte de los dominios de la Corona antes de que terminara el conflicto. El rey Enrique IV lo cedió por lettre-patente en 1599 a Adrien de Lozeré. Sus herederos lo conservaron hasta 1666, en que la Corona expropió el señorío. 
Luis XIV, deseoso de potenciar el dominio francés de los mares y de fomentar las relaciones comerciales con sus colonias americanas, decidió emprender la construcción de un arsenal de guerra capaz de construir una flota que restaurara rápidamente su poderío marítimo. El emplazamiento de Rochefort fue elegido por su posición central en la costa atlántica francesa, y por la protección ofrecida por las islas costeras y por el río. El futuro puerto marítimo y su flota iban a disponer también de facilidades de abastecimiento gracias al puerto fluvial de Tonnay-Charente, situado a poca distancia río arriba, donde desde la Edad Media confluían las materias primas como la madera y el hierro, así como los productos agrícolas del interior del país.
La Corona expropió el señorío de Rochefort a Jacques Henry de Cheusse a cambio de una indemnización que nunca se le pagó. Colbert de Terron, sobrino del ministro Colbert e intendente general de la flota de Poniente, se encargó del proyecto que confió al ingeniero y arquitecto François Blondel.

### De 1666 hasta finales delsigloXVIII
En 1666, arranca la construcción del arsenal y va surgiendo una primera ciudad con amplias calles rectilineas según un plano en forma de damero, pero con edificaciones mediocres de madera y de adobe, donde se alojan los obreros y los nuevos habitantes atraídos por las facilidades de construcción. En 1669 las obras empleaban a 2000 obreros. Se construyen también unas fundiciones y en 1679 se inaugura la corderie royale, una fábrica de sogas que suministraba cabos a toda la armada. En 1689 Michel Bégon, intendente de la Marina y primo de Colbert, establece el primer plan de urbanismo de la ciudad y da un año a los habitantes para que vuelvan a levantar sus casas con piedra de mampostería. Manda construir hospitales y adoquinar las calles. La ciudad embellece pero la población obrera abandona el centro para ir poblando los arrabales. A partir de 1689, el comisario general de fortificaciones, Clerville, construye una muralla que ciñe el centro de la ciudad. Esta crece con fuerza y ya tiene 20.000 habitantes al inicio del siglo XVIII. Hasta entonces la ciudad no había sido más que una comunidad urbanizada dependiente del Arsenal pero en 1693, ante la importancia creciente de su actividad comercial, los habitantes de Rochefort pidieron ser un municipio. Begon apoyó su solicitud y el Rey les concedió la potestad de elegir a cuatro escabinos que se encargaron de la administración, y nombró a un alcalde. Al año siguiente, consiguió un edicto del Rey que permitía a la ciudad dotarse de unas fuerzas de orden, y se creó la primera milicia burguesa.

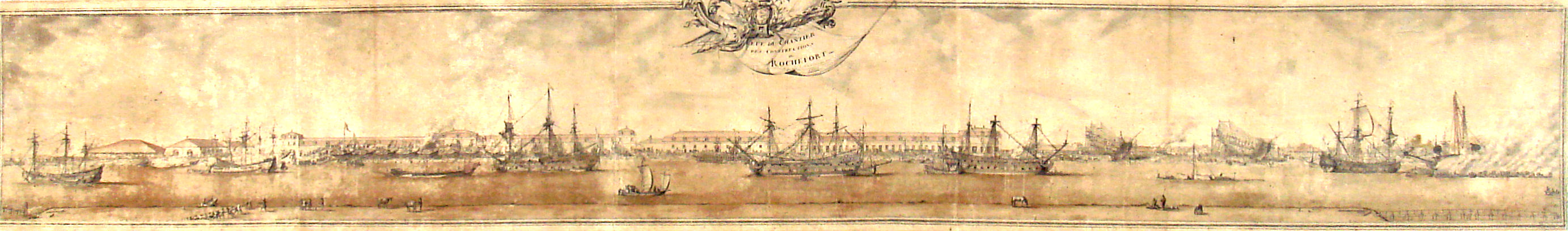
El arsenal de Rochefort en 1690.

Desde finales del siglo XVII, Rochefort se impuso como un puerto militar con una fuerte vocación colonial: en tiempos de guerra dedicaba la cuarta parte de sus armamentos a las colonias, y la totalidad en tiempos de paz. Servía de retaguardia para el abastecimiento de las ciudades que levantaban los colonos franceses en Nueva Francia y participó a la industrialización precoz del Canadá. En Rochefort se armaron muchas expediciones hacia América, desde misiones de vigilancia de los bancos de pesca de Terranova hasta misiones en las «islas del azúcar», pasando por misiones exploradoras como la del buque «La Belle» que llevó en 1684 al explorador Cavelier de La Salle a Luisiana.
La fragata «Hermione», en la que Gilbert du Motier, marqués de Lafayette, embarcó en 1780 con refuerzos para apoyar a las tropas del general Washington en la guerra de Independencia de los Estados Unidos, había salido de los astilleros de Rochefort un año antes.

## Demografía
| 20 874 | 15 000 | 14 615 | 12 389 | 14 040 | 15 441 | 20 077 | 21 738 | 24 330 | 28 998 | 30 212 | 30 151 | 28 299 | 27 012 | 27 854 | 31 256 | 33 334 | 34 392 | 36 458 | 36 694 | 35 019 | 29 473 | 28 275 | 26 452 | 29 482 | 29 472 | 30 858 | 28 648 | 29 226 | 28 155 | 26 167 | 25 561 | 25 797 | 25 999 | 23 410 |
| Para los censos de 1962 a 1999 la población legal corresponde a la población sin duplicidades (Fuente: INSEE [Consultar]) |        |        |        |        |        |        |        |        |        |        |        |        |        |        |        |        |        |        |        |        |        |        |        |        |        |        |        |        |        |        |        |        |        |        |

## Nacidos en Rochefort
- Roland-Michel Barrin de La Galissonière (Rochefort, 10 de noviembre de 1693 - Montereau-Fault-Yonne, 6 de octubre de 1756), marino y gobernador de las colonias francesas en América del Norte, lideró la victoriosa flota francesa en la batalla de Menorca.
- Julien Viaud, alias Pierre Loti, en 1850, escritor y oficial de la Marina.
- Maurice Merleau-Ponty en 1908, filósofo.
- David Zurutuza en 1986, futbolista.

## Localidades hermanadas
- Torrelavega, España
- Papenburg, Alemania
- Burton upon Trent, Inglaterra

## Puntos de interés
- Conservatorio de Begonias